# 台湾栒子
（學名：Cotoneaster morrisonensis），为蔷薇科栒子属的植物，是台灣的特有植物。分布于台灣，生长于海拔2,500米至3,500米的地区，常生于多石砾草坡，目前尚未由人工引种栽培。